# Jenny Aubry
Pour les articles homonymes, voir Weiss, Roudinesco et Aubry.
Jenny Aubry, née Jenny Weiss le 8 octobre 1903 à Paris 16e et morte le 21 janvier 1987 à Paris 14e, est une pédiatre, neuropsychiatre et psychanalyste française. Elle est une pionnière des recherches sur la carence de soins maternels chez le jeune enfant et a participé à l'essor de la psychanalyse des enfants en France.

## Biographie
Elle naît, avant-dernière de six enfants dans une famille d'origine alsacienne. Sa mère Jeanne Javal est la fille du médecin Émile Javal, père de l'orthoptique. La famille Javal est une riche famille alsacienne d'origine juive, très impliquée dans la vie publique. Son père Paul Louis Weiss, protestant luthérien, est ingénieur et dirigeant de sociétés minières. Elle est la sœur cadette de l'écrivaine Louise Weiss.
Elle commence ses études de médecine en 1920, puis est reçue à l'internat en 1928, seule femme de sa promotion. En 1934, elle commence son internat dans le service du neurologue Clovis Vincent, puis, entre 1935 et 1939, elle se spécialise en neuropsychiatrie infantile sous les auspices du professeur Georges Heuyer dans le service duquel elle croise Sophie Morgenstern et Françoise Dolto. En 1939, elle est la seconde femme (après Thérèse Bertrand-Fontaine) à devenir médecin des hôpitaux.
Pendant la Seconde Guerre mondiale, Jenny Roudinesco mène des activités de résistance, notamment au sein du Comité médical de la Résistance (CMR), pour lesquelles elle est décorée de la médaille de la résistance.
De 1946 à 1952, elle prend la direction de la Fondation Parent-de-Rosan qui recueille des orphelins en bas âge. Myriam David et Geneviève Appell sont ses collaboratrices. En 1948, lors du 1er congrès de psychiatrie infantile à Londres, elle fait la connaissance d'Anna Freud qui l'incite à entreprendre une analyse.

### Famille
Elle se marie le 25 novembre 1928 avec Alexandre Roudinesco, médecin d'origine roumaine arrivé en France en 1904, héros de la Première Guerre mondiale, collectionneur d'art et ami de Paul Valéry. En 1953, elle se remarie avec le mathématicien Pierre Aubry. Ils s'installent en Provence en 1968, où elle continue de d'exercer comme psychanalyste. Au décès de son mari, Jenny Aubry se réinstalle à Paris où elle meurt le 21 janvier 1987 d'une tumeur cérébrale.
Elle est la mère de Luc Roudier, Jean-Marc Roudinesco, et de la psychanalyste et écrivaine Élisabeth Roudinesco.

## Publications
- Psychanalyse des enfants séparés. Études cliniques 1952-1986. Préface Élisabeth Roudinesco. Paris : Denoël; 2003.  (ISBN 2-207-25480-1)
- Enfance abandonnée. La carence de soins maternels. En annexe, deux textes inédits de Jacques Lacan adressés à l'auteur. Paris: Scarabée: A.M. Métailié; 1983.  (ISBN 2-86722-005-X)

## Distinction
- Médaille de la Résistance française (décret du 15 octobre 1945)[5]